# 赵永茂
赵永茂（1932年9月—），云南剑川人，白族，中华人民共和国军事人物，中国人民解放军少将。

## 生平
1949年6月参加中国人民解放军滇桂黔边区纵队第七支队，同年9月加入中国共产党。历任保山边防区基干团八连副排长，团干部管理处干事，保山边防区司令部参谋科参谋长，第十四军四十一师司令部参谋，保山军分区参谋、副科长、科长，保山县人民武装部政治委员、部长等职。1981年任保山军分区副司令员。1983年调任云南省军区副司令员。1998年授少将军衔。